# Wh (диграф)
Wh, wh — диграф, используемый в английском языке. Обозначает звуки [w] и [h] (в словах who(m), whole и им родственным).

## Употребление
Почти все вопросительные слова (кроме how) начинаются с диграфа wh. Употребляется и в некоторых общеупотребительных словах (white, whiskey и т. д.).
Некоторые носители английского языка (в основном севера Англии, Шотландии и Ирландии) сочетание букв wh произносят как глухую фрикативную фонему [ʍ]. Поэтому на слух можно различить слова по смыслу (witch [wɪʧ] — which [ʍɪʧ], wear [weǝ] — where [ʍeǝ], weil [weɪl] — whale [ʍeɪl]). Считается, что данный звук не является самостоятельной фонемой, а представляет собой реализацию последовательности двух фонем — [h] и [w].